# Emma Castelnuovo
Emma Castelnuovo (Roma, 12 de diciembre de 1913-ibídem, 13 de abril de 2014) fue una profesora y matemática italiana, destacada por su trabajo innovador en el enfoque didáctico de la disciplina, especialmente de la geometría euclídea.

## Biografía
Fue hija del geómetra italiano Guido Castelnuovo y de Elbina Enriques, cuyo hermano Federico, tanto como su padre, tuvieron gran influencia en la carrera profesional de Emma.
Estudió matemáticas en el Instituto Matemático de la Universidad de Roma “La Sapienza”, donde se recibió de Licenciada en Matemáticas en 1936, para lo cual presentó un estudio sobre Geometría Algebraica.
Trabajó como bibliotecaria en el mismo instituto donde se graduó, desde 1936 hasta 1938. Este año gana una cátedra para enseñar en el nivel secundario pero es destituida por las leyes contra los judíos del gobierno de Mussolini, de manera que, al iniciar la guerra en 1939 y la ocupación nazi de Italia, trabaja en la Escuela Israelita de Roma, organizada en ese período. En 1943 la familia Castelnuovo escapa y se refugia en casas de amigos, hospitales e instituciones religiosas donde actuó en forma clandestina como profesora de refugiados y perseguidos.
En 1944, al finalizar la guerra, obtuvo su cátedra en una Escuela Estatal de Enseñanza Secundaria de primer ciclo y comenzó a trabajar en el Instituto Tasso de Roma. Ese mismo año organizó un ciclo de conferencias sobre la enseñanza de las matemáticas.
Permaneció en la institución hasta su jubilación en 1979, pues decidió dedicarse a este nivel de enseñanza, cuya experiencia tiene gran influencia en la última reforma de la Secundaria Italiana, precedida de un movimiento de renovación en la educación matemática, promovido por particulares y organismos oficiales. Un ejemplo de esta renovación es la colección de didáctica de las matemáticas dirigida por Emma Castelnuovo.
Ha estado presente en los congresos organizados por las sociedades de educación matemática en diversas partes del mundo.
Su nombre aparece en la Sociedad Madrileña de Profesores de Matemáticas Emma Castelnuovo.

## Su didáctica
Su métodología promueve la participación activa en la construcción del conocimiento como condición para el verdadero aprendizaje.
En 1951 es nombrada miembro de la Comisión Internacional para el Estudio y Mejora de la Enseñanza de las Matemáticas (CIEAEM), creada con el objetivo de estudiar las condiciones de la enseñanza de las matemáticas y analizar modificaciones para su mejora. Allí conoce y trabaja con Piaget, Caleb Gattegno, Puig Adam y otros matemáticos.
Mantiene relación con la Ecole Decroly y con el matemático Paul Libois de la Universidad Libre de Bruselas, cuyas discusiones y exposiciones estimularon y orientaron su idea de la enseñanza, que relaciona con la tendencia psicopedagógica de Decroly y el carácter antiformalista, dinámico y unificado de Federigo Enriques.
En los años 70 y 80 participó en un programa para formar profesores de Níger, donde viajó en tres ocasiones, convencida de que las matemáticas son «una parte integrante de la emancipación humana», preocupada por las desigualdades sociales y el medio ambiente, en el momento que empezaba a despertarse el interés por estos asuntos. «En los ejemplos y ejercicios que ponía en clase utilizaba datos que propiciaran que sus alumnos aprendieran y reflexionaran sobre esos temas».

## Producción académica
En 1946 da una conferencia y escribe un artículo sobre El Método Intuitivo para enseñar Geometría en el Primer Ciclo de Secundaria, los que servirán de base para su primer libro "Geometría Intuitiva" con un enfoque diferente al de los programas oficiales vigentes.
Continúa escribiendo numerosos artículos y libros sobre la enseñanza de la geometría en el primer ciclo de secundaria

“...el curso de geometría intuitiva debe suscitar, a través de la observación de miles de hechos, el interés del alumno por las propiedades fundamentales de las figuras geométricas y el gusto por la investigación. Este gusto nace haciendo participar al alumno en el trabajo creativo....”
Emma Castelnuovo

Sus principios didácticos mantienen vigencia en el trabajo que hacen sus discípulos en la formación de los profesores en el “Laboratorio Didáctico” del Instituto Matemático de Roma y a través de sus libros que forman parte de la bibliografía de programas oficiales, por ejemplo los programas de geometría de los cursos de Formación de Maestros en Uruguay.

### Libros

#### En colaboración
- Gattegno, C., Servais, W., Castelnuovo, E., Nicolet, J. L., Fletcher, T. J., Motard, L., Campedelli, L., Biguenet, A., Peskett, J. W., & Puig Adam, P. (1958). Le matériel pour l’enseignement des mathématiques. Neuchâtel: Delachaux & Niestlé. Traducido en: Gattegno, C., et al. (1965). Il materiale per l’insegnamento della matematica, Firenze 1965: La Nuova Italia
- Castelnuovo E., Barra M. (1976). Matematica nella realtà. Torino: Boringhieri. Traducido al francés
- Castelnuovo E., Barra M. (1980). La mathématique dans la réalité, Paris: CEDIC; acquirido por la casa editora Nathan en 1986; difundido en versión reducida 72 pag.) por la Association Universitaire pour le Développement de l'Enseignement et la Culture en África y Madagascar, marzo de 1978; reimpreso por el proyecto "Permama" Université du Québec, Télé-Université, 1978.

#### Personales
- Castelnuovo E. (1963). La Didattica della Matematica, Firenze: La Nuova Italia. Traducido en: Castelnuovo E. (1968). Didaktik der Mathematik, Frankfurt am Mein: Akadem. Vlgs. Gesell.
- Castelnuovo E. (1970). Didáctica de la Matemática moderna. México: Trillas
- Castelnuovo E. (1972). Documenti di un’esposizione matematica. Torino: Boringhieri.
- Castelnuovo E. (1993). Pentole, ombre, formiche. In viaggio con la matematica. Scandicci (Firenze): La Nuova Italia traducido en: Castelnuovo E. (2001). De viaje con la matemática: imaginación y razonamiento matemático, México: Trillas.
- Castelnuovo E. (2008). L’officina matematica. Bari: La Meridiana

### Libros de texto
- Puma M. (Castelnuovo E.) (1941/42) Lezioni di Geometria (2 voll.). Garzanti
- Castelnuovo E. (1948). Geometria intuitiva, per le scuole medie inferiori, Carrabba, Lanciano-Roma. Republicado en 1949 y 1964. Traducido en: Castelnuovo E. (1963). Geometría intuitiva, destinada a los alumnos de la escuela primaria y de enseñanza media elemental v a la orientación metodológica del profesorado. Barcelona, Madrid, Buenos Aires, México, Montevideo: Editorial Labor. Parcialmente reimpreso en Bruni J. V., Castelnuovo E. (1977). Experiencing Geometry. Belmont (USA): Wadsworth Pub. Co.
- Castelnuovo E. (1952). I Numeri. Firenze: La Nuova Italia.
- Castelnuovo E. (1962) I numeri. Aritmetica pratica, Firenze, La Nuova Italia,
- Castelnuovo E. (1966). La via della Matematica: La Geometria. Firenze: La Nuova Italia.
- Castelnuovo E. (1970). Guida a La via della Matematica Firenze: La Nuova Italia.
- Castelnuovo E. (1979). La Matematica: La Geometria. Firenze: La Nuova Italia.
- Castelnuovo E. (1979). La Matematica: I Numeri. Firenze: La Nuova Italia.
- Castelnuovo E. (1988). La Matemática: La Geometria. Firenze: La Nuova Italia. Esercizi a cura di C. degli Esposti e P. Gori.
- Castelnuovo E. (1988). La Matematica: I Numeri. Firenze: La Nuova Italia. Esercizi a cura di C. degli Esposti e P. Gori.
- Castelnuovo E. (1998). La Matematica. 6 volumetti con guida per l’insegnante: Figure piane A, Figure piane B, Figure Solide, Numeri A, Numeri B, Leggi Matematiche. Con Esercizi di Paola Gori e Carla degli Esposti. Firenze: La Nuova Italia.
- Presenta numerosas reimpresions y reedicioens, la última con versión web.
- Castelnuovo E., Gori-Giorgi C. & Valenti D. (1984). Il Cammino della matematica, voll. 1 e 2, per il liceo classico, Firenze: La Nuova Italia
- Castelnuovo E., Gori-Giorgi C. & Valenti D. (1984). Matematica nella realtà, voll. 1 e 2, per il liceo scientifico. Firenze: La Nuova Italia
- Castelnuovo E., Gori-Giorgi C. & Valenti D. (1986). Matematica nella realtà, vol. 3, Firenze: La Nuova Italia
- Castelnuovo E., Gori-Giorgi C. & Valenti D. (1986). Trigonometría, Firenze: La Nuova Italia
- Castelnuovo E., Gori-Giorgi C. & Valenti D. (1988). Elementi di analisi matematica, Firenze: La Nuova Italia
- Castelnuovo E., Gori-Giorgi C. & Valenti D. (1992). Matematica oggi, voll. 1 e 2, Firenze: La Nuova Italia

Además ha escrito muchos artículos en libros y revistas académicas.

## Reconocimientos
El 10 de marzo de 2009 se le conccede el honor de Gran Oficial de la Orden del Mérito de la República Italiana en mérito al valor y compromiso con su trabajo.
La Comisión Internacional de Instrucción Matemática (ICMI) creó un premio con su nombre.